# Flávio Campos
Flavio Campos est un footballeur brésilien né le 29 août 1965.